# Platyonitis bicuariensis
Platyonitis bicuariensis är en skalbaggsart som beskrevs av Ferreira 1976. Platyonitis bicuariensis ingår i släktet Platyonitis och familjen bladhorningar. Inga underarter finns listade i Catalogue of Life.